# ブライアン・ファーニホウ
ブライアン・ファーニホウ（Brian Ferneyhough、1943年1月16日 - ）は、イギリスの現代音楽の作曲家。

## 略歴
ウェスト・ミッドランズ州の工業都市、コヴェントリーに生まれた。ブラスバンドから音楽に入るがやがてこれを退け、1961年から1963年の間、バーミンガム音楽院で正式な音楽教育を受けた後、1966年から翌年までロンドンの英国王立音楽院でレノックス・バークリーとハンプリー・サールに作曲を師事した。
1968年、メンデルスゾーン奨学金を授与され、ヨーロッパ本土へと赴き、アムステルダムにてトン・デ・レーウ、翌年にはバーゼルにてクラウス・フーバーに作曲を学んだ。二度のガウデアムス・国際作曲コンペティションの受賞、そしてISCMイタリア支部主催国際作曲コンクールの受賞、クーセヴィツキー賞授与が決定的となった。
1970年代から1980年代にかけてフライブルク音楽大学で、細川俊夫やたかの舞俐を教え、1988年にカリフォルニア大学サンディエゴ校の招きで渡米し、ハヤ・チェルノヴィン、伊藤弘之を始めとする多くの弟子をそこで育てた。2011年現在はスタンフォード大学にて、William H. Bonsall音楽教授として作曲の教鞭を執り、ズベン・インゴ・コッホ、鈴木琴香などの弟子を教えている。なお彼は生涯に3回離婚している。

## 作風

### 第一期（1963年 - 1972年）
ファーニホウは、トータル・セリエリズムの影響下から作風を始めた。1963年から作品リストが開始されて入るものの、事実上の出発点はセリー技法に忠実な、ピアノのための「エピグラムス（1966年）」である。ガウデアムス国際コンクールで発表された「弦楽四重奏のためのソナタス」、「エピサイクル」はその当時の作品である。長大なドローンの上で細かい音価が犇いたり、不安定なパルスを用いる特徴はこの頃から既にある。非合理時価を一重にしただけでは、生成できる構造の複雑性に限界があることがわかり、1972年に作曲活動を一時中断していた。
第一期の語法は複数の指揮者を用いたポリテンポや、一定楽句の反復など多数の様式混在が見られる。巨大な編成と5人の指揮者を用いる「ファイアサイクル・ベータ」は、途中で想定した三部作の内の一作だけの完成であり、オーケストラの柔らかい響きがテンポ構造を覆い隠してしまう。この経験は確実に、第二期以降のシャープな音質への興味と、聞き取れるアタックポイントへの強い偏執へ繋がってゆく。現在ではstradivariusに録音されているが、リストから撤回された作品もある。

### 第二期（1973年 - 1991年）
ファーニホウの楽譜の演奏者に対する技術的要求は、バスクラリネット独奏の為の「時間と運動の為の習作　第1番」より苛烈を極めてくる。当時の彼は髪を首回りまで伸ばし、科学者のような風貌であった。
事実上の第二期の幕開けとなるフルート独奏の為の「ユニティ・カプセル」においては、余りに過剰なパラメータ操作を要求するが為に、完全な実現が事実上不可能に近い箇所が生み出される。21世紀に入って木ノ脇道元やカール・ロスマンのように、ほぼ完璧に近い演奏を行う人間が現れてからは、事情が異なる。
1980年代初頭は、これらの理由から逆にマッシミリアーノ・ダメリーニやロベルト・ファブリッツィアーニのような好事家が現れ、彼の楽譜を1か月以内で弾きこなす猛者も現れることとなった。こうして、ファーニホウはカルト的な人気を徐々に高めていった。演奏家の質の向上に伴い、ファーニホウ本人も極限的な要求をためらわなくなった。アルディッティ弦楽四重奏団は「弦楽四重奏曲第三番」などを100回も上演している。
作曲に数年を要したピラネージの連作版画に基づく連作「想像の牢獄」は、ピッコロのための「スーパースクリプティオ」、室内アンサンブルのための「想像の牢獄I」、ヴァイオリンのための「シャコンヌ風間奏曲」、フルートと室内アンサンブルのための「想像の牢獄IIa」、ソプラノ、フルート、オーボエ、チェロ、チェンバロのための「超絶技巧練習曲集」、吹奏楽のための「想像の牢獄III」、バスフルートとテープのための「ムネーモシュネー」の七曲からなる連作であり、「想像の牢獄I」や「想像の牢獄IIa」では室内アンサンブルの超絶技巧の限界に挑むシーンが多々見られ、鬼気迫る音響が聴かれる。この連作の全曲上演を可能にしたドナウエッシンゲン音楽祭でファーニホウは作曲家としての名声を決定的にし、「20世紀の最も優れたイギリス人の作曲家」という評価が確立する。後日、委嘱に答える形でフルートとテープのための「想像の牢獄IIc」、リコーダーのための「想像の牢獄IId」が書かれたが、連作からは外されている。
かつては「音符の多い作曲家だ」という過小評価もヨーロッパ本土ですら珍しくなく、評価が確立するのはダルムシュタット夏期講習会で教鞭をとり、多くのフォロワーに迎えられた後のことであった。1970年代終わりからは助手を務めるなどヨーロッパで教鞭を散発的に取っていたが、1980年代後期からカリフォルニアのビバリーヒルズへ移住した。

### 第三期（1992年 - 2008年）
大学の教員スティーブン・シックから「持ち運びキットのための打楽器独奏のための」作品を委嘱され、ファーニホウは自前のコンピュータ・プログラムを積極的に委嘱作「ボーン・アルファベット」へ導入した。「弦楽三重奏曲(1995)」では全曲がプログラミングされた言語で作曲されており、その厳密さはテンポ表示の小数点第二位にまで及んだ。
ドイツの哲学者ヴァルター・ベンヤミンの生涯を描いたオペラ、「影の時」は2004年5月25日にミュンヘンで初演された。2005年にはアンサンブル21ほかのメンバーで「想像の牢獄」全曲演奏がミラー・シアトレで行われた。2006年は三年前から入ったドナウエッシンゲン現代音楽祭の為に、オーケストラの委嘱新作「突然性」を発表した。「弦楽四重奏曲第5番」も2006年に初演された。2007年にはドイツのミュンヘンのエルンスト・ジーメンス音楽賞を獲得した。

### 近況（2009年 - ）
現在ではアルディッティ四重奏団（Arditti quartet）やニェーウ・アンサンブル（Nieuw Ensemble ）、アンサンブル・コントルシャンらの受容からアンサンブル・ソスペソ､アンサンブル21、カイロス弦楽四重奏団といった後発の楽団まで、多数の支持者を魅了し続けている。今では彼の作品はフルート国際コンクールや打楽器国際コンクールの定番レパートリーとして暗譜でとりあげられ、また、欧州では音大の教材として紹介されることも多く、「ソルフェージュ不可能」というかつての偏見は、払拭されたものと考えられている。
創作ペースは、多くの委嘱者に囲まれた現在ですら、非常に慎重である。2008年にはダルムシュタットに久しぶりに招かれ、弦楽四重奏のためのソナタスから第5番まで演奏された。

## 主要作品

### オペラ
- シャドウタイム（英語版）(1999年 - 2004年)

### 管弦楽
- La Terre est un Homme (1979年)
- Plötzlichkeit (2004年)

### アンサンブル作品
- 想像の牢獄 I (室内オーケストラのための作品、1982年)
- 想像の牢獄 II (フルートとアンサンブルのための作品、1985年)
- 想像の牢獄 III (15人の木管奏者とパーカッションのための作品、1986年)